# Zachary Claman DeMelo
Zachary Claman DeMelo (Montreal, 20 de abril de 1998) é um automobilista canadense que competiu na Fórmula Renault 2.0 e na IndyCar Series.

## Carreira

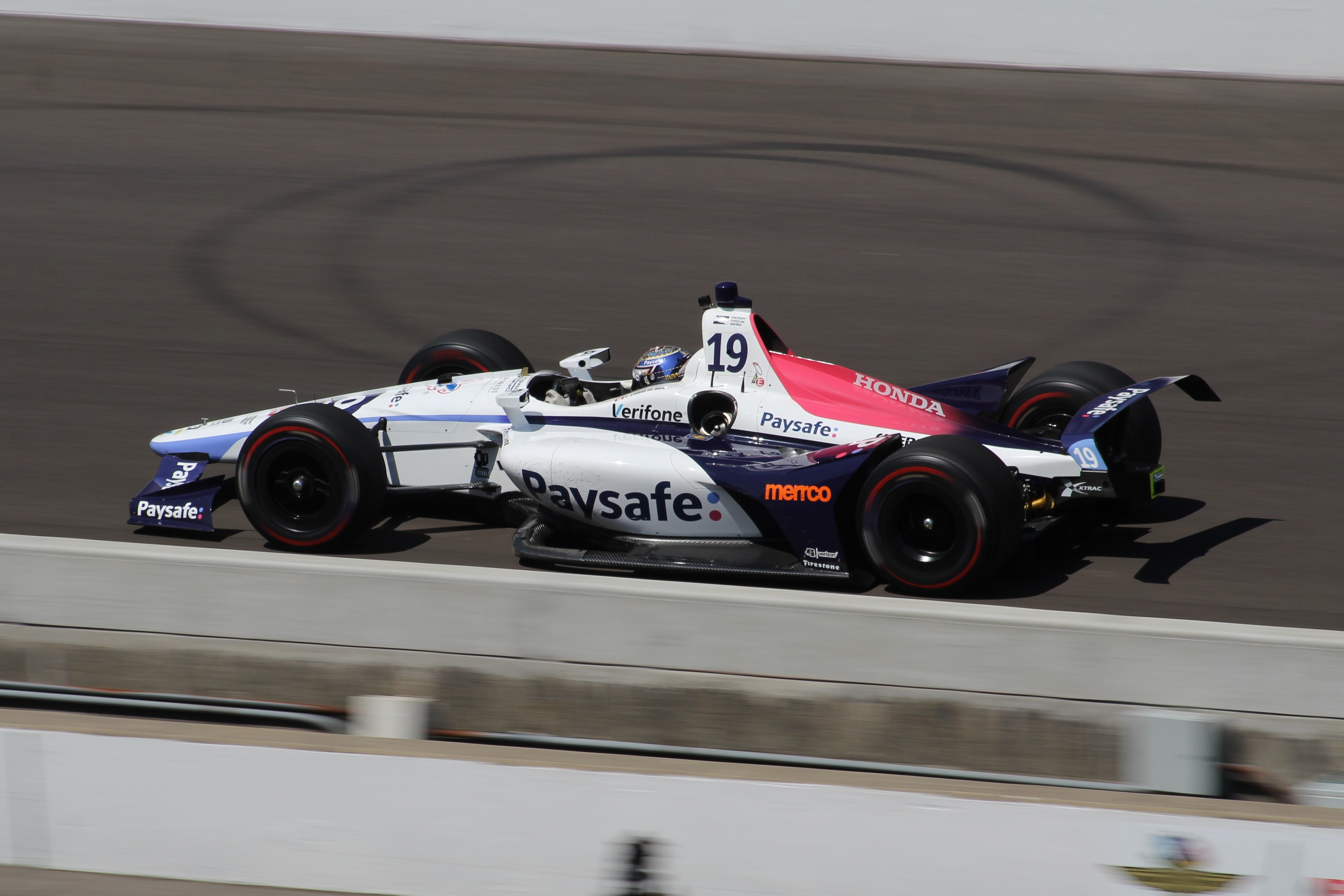
DeMelo na IndyCar Series em 2018.

Em 2016, ele competiu na Indy Lights pela equipe Juncos Racing e, em 2017, pela Carlin. Em 2017, ele também disputou a última etapa da IndyCar Series de 2017 pela Rahal Letterman Lanigan Racing.
Em 2018 assinou com a Dale Coyne Racing num revezamento com o brasileiro Pietro Fittipaldi, que no entanto sofreu um violento acidente no treino para as 6 Horas de Spa-Francorchamps e só voltaria para as últimas 2 etapas do campeonato, abrindo espaço para que Claman DeMelo herdasse a vaga na Indy 500. A melhor posição final obtida pelo canadense foi no Grande Prêmio de Indianápolis, onde chegou em 12º lugar.
Sem encontrar outra equipe para continuar na Indy em 2019, voltou à Indy Lights no mesmo ano, assinando com a equipe Belardi Auto Racing, vencendo a etapa de abertura, em St. Petersburg. Após o GP de Indianápolis, saiu do time e foi substituído por Aaron Telitz.